# Abschiedswallfahrt
Als Abschiedswallfahrt (arabisch حجة الوداع Hiddschat al-wadāʿ, DMG Ḥiǧǧat al-wadāʿ) wird in der islamischen Literatur die Haddsch-Wallfahrt bezeichnet, die der Prophet Mohammed im März 632 von Medina aus zusammen mit seinen Frauen und unter großer Beteiligung seiner Anhänger unternahm. Sie wird deswegen Abschiedswallfahrt genannt, weil Mohammed wenige Monate später, am 8. Juni 632, verstarb. Mohammed soll sich während dieser Wallfahrt insgesamt zehn Tage lang in Mekka aufgehalten haben.
Bedeutsam war die Abschiedswallfahrt vor allem deswegen, weil bei ihr das ursprünglich heidnische Wallfahrtsfest zum ersten Mal ausschließlich von muslimischen Pilgern gefeiert wurde, denn im Jahr zuvor (631) hatte Mohammed bei der Wallfahrt durch ʿAlī ibn Abī Tālib eine Proklamation verlesen lassen, die den heidnischen Arabern verbot, sich nach Ablauf des Jahres noch einmal der Heiligen Stadt zu nähern (vgl. Sure 9:28). Die Abschiedswallfahrt wurde wegen dieses erstmals rein islamischen Charakters auch Hiddschat al-islām (حجة الاسلام, DMG Ḥiǧǧat al-islām) genannt. Während Mohammed noch 631 seinen Gefährten Abū Bakr beauftragt hatte, den Haddsch anzuführen, übernahm er bei der Abschiedswallfahrt während des ganzen Zeremoniells selbst die Führung und schlachtete in Minā eigenhändig mehrere Kamele. Nach diesem Opfer ließ er sich das Kopfhaar scheren, wobei die Muslime ihn umstanden haben sollen, um etwas von seinem Haar zu erhaschen.
Um die muslimischen Wallfahrtsriten von den heidnischen Bräuchen abzusetzen, führte Mohammed bei der Abschiedswallfahrt verschiedene kultische Reformen durch. So verlegte er das Ausströmen aus der ʿArafāt-Ebene nach Muzdalifa auf die Zeit nach Sonnenuntergang und den Lauf von Muzdalifa nach Minā auf die Zeit vor Sonnenaufgang, um die muslimische Gemeinschaft auf diese Weise „von den Polytheisten und Götzenanbetern“ (ahl aš-širk wa-l-awṯān) abzusetzen, die diese Rituale zur Sonnenverehrung jeweils während Sonnenuntergang und -aufgang durchgeführt hatten. Auch das im Koran festgehaltene Verbot des altarabischen Schaltmonats (Sure 9:37) soll Mohammed während der Abschiedswallfahrt ausgesprochen haben. Mit ihm wurde der reine Lunarkalender eingeführt, der bis heute die islamische Zeitrechnung auszeichnet. Am zweiten oder dritten Tag der Abschiedswallfahrt soll er eine Predigt gehalten haben, in der er den Muslimen verschiedene Vorschriften des Islams einschärfte, so zum Beispiel das Zinsverbot.
Über Mohammeds Handlungen während der Abschiedswallfahrt gibt es minutiös genaue Berichte, weil die Muslime sie als ultimatives Vorbild für die richtige Vollziehung der Pilgerriten ansahen. So berichtet zum Beispiel Ibn Ishāq unter Berufung auf verschiedene Autoritäten, dass Mohammeds Ehefrau Aischa bint Abi Bakr vor der Wallfahrt in Tränen ausbrach, weil sie ihre Menstruation bekommen hatte und deswegen fürchtete, nicht an den Riten teilnehmen zu dürfen. Mohammed soll sie jedoch beruhigt haben, dass sie alle Riten vollziehen könne, allein an dem Tawāf um die Kaaba nicht teilnehmen dürfe.
Der andalusische Gelehrte Ibn Hazm verfasste im 11. Jahrhundert ein monographisches Werk über die Abschiedswallfahrt, in dem er alle ihm bekannten Hadithe über dieses historische Ereignis zusammentrug und Widersprüche auszuräumen versuchte. Das Werk folgt Mohammeds Pilgerreise von dem Aufbruch in Medina über die Ankunft in Mekka und die einzelnen dort vollzogenen Rituale bis zu seiner Rückkehr nach Medina. Seine ausführliche Beschäftigung mit dem Thema rechtfertigt Ibn Hazm damit, dass Mohammed selbst den Vorbildcharakter dieser Wallfahrt herausgestellt habe, indem er sagte: „Nehmt von mir Eure Wallfahrtsriten. Denn ich weiß nicht, ob ich nach dieser Wallfahrt noch eine weitere Wallfahrt unternehmen werde.“